# Tommy Sylvestre
Tommy Sylvestre (* 31. August 1946) ist ein ehemaliger togoischer Fußballtorwart.
Seine Karriere begann Sylvestre 1964 als Torwart des Fußballklubs Étoile Filante aus Lomé. Mit Étoile Filante nahm er an der CAF Champions League 1968/69 teil, in deren Verlauf sich Étoile Filante erst im Finale gegen TP Englebert Mazembe aus Lubumbashi geschlagen geben musste. Auch ein 4:1 im Rückspiel am 30. März 1969 im Stadion Omnisport in Lomé konnte die 0:5-Niederlage des Hinspiels nicht wettmachen. 
Für die Togoische Fußballnationalmannschaft spielte Sylvestre erstmals 1966. Bei der Afrikameisterschaft 1972, für die sich Togo unter dem deutschen Trainer Gottlieb Göller erstmals qualifiziert hatte, stand Sylvestre im Tor der Togoer. Mit 2 Unentschieden gegen Mali und Kenia sowie einer Niederlage gegen den Gastgeber Kamerun schied die Mannschaft allerdings in der Vorrunde aus. Ebenfalls 1972 gehörte Sylvestre als Torwart dem Kader der afrikanischen Auswahlmannschaft bei der auch Mini-Copa genannten Taça Independência an, einem in 11. Juni bis 9. Juli anlässlich des 150. Jahrestages der Unabhängigkeit Brasiliens von Portugal ausgetragenen Fußballturniers. Hinter Sadok Sassi Attouga musste er sich allerdings mit der Rolle des Reservisten zufriedengeben.
Während der Mini-Copa gab der deutsche Regionalligist Wormatia Worms die durch den Ex-Wormaten Göller vermittelte Verpflichtung Sylvestres bekannt. Durch die Auflösung des togoischen Fußballverbandes Mitte Juli 1972 und das einhergehende Wechselverbot togoischer Spieler ins Ausland, scheiterte der Transfer jedoch letztendlich. 1974, kurz nach der Reform des togoischen Fußballs, wechselte er nach Côte d’Ivoire, wo er von 1974 bis 1978 für Stade Abidjan und 1978 bis 1982 für Stella Club Adjamé, beide aus der ivorischen Hauptstadt Abidjan, spielte. Mit Stade d’Abidjan gewann Sylvestre 1976 den nationalen Pokal, mit Stella Club 1979 und 1981 die Meisterschaft.